# Chemische Formel

Verschiedene Formeldarstellungen des Benzol-Moleküls.

Eine chemische Formel beschreibt die Zusammensetzung chemischer Verbindungen und kann Informationen über den Aufbau enthalten. Eine chemische Formel enthält immer Angaben zu den in einer Verbindung enthaltenen chemischen Elementen und zum Zahlenverhältnis der in der Verbindung vorkommenden Teilchen. Chemische Formeln kommen auch zur Darstellung chemischer Reaktionen in Reaktionsgleichungen vor.
Von den Formeln sind die Elementsymbole zu unterscheiden: H für Wasserstoff, Mg für Magnesium, N für Stickstoff, C für Kohlenstoff. Verbinden sich zwei oder mehrere Atome desselben Elements zu einem Molekül, dann wird das wiederum durch eine Formel gekennzeichnet: H2 für Wasserstoff, N2 für Stickstoff, O3 für Ozon.

## Bekannte Formelschreibweisen
Es werden verschiedene Schreibweisen von chemischen Formeln unterschieden. Die bekanntesten sind unter anderem:
- Verhältnisformel: Sie setzt sich aus Elementsymbolen und kleinen, tiefgestellten Zahlen (Indizes) zusammen und gibt lediglich das Verhältnis wieder, in dem die einzelnen chemischen Elemente in einer chemischen Verbindung enthalten sind. Dabei werden ganzzahlige Verhältniszahlen verwendet.
Beispiel: Die Verhältnisformel für Benzol ist C1H1, die Verhältnisformel von Aluminiumsulfat ist Al2O12S3.
- Summenformel: Die Summenformel gibt jeweils die Anzahl der Atome der chemischen Elemente an, die in einer Verbindung enthalten sind. Bei Molekülen wird damit auch die tatsächliche Häufigkeit der Atome verschiedener Elemente im Molekül angegeben. Die Summenformeln von Salzen entsprechen in der Regel ihren Verhältnisformeln, werden jedoch meist in Form von Formeleinheiten angegeben, die der Stöchiometrie der Verbindung genügen.
Beispiel: Die Summenformel für Benzol ist C6H6, die Summenformel (Formeleinheit) von Aluminiumsulfat ist Al2(SO4)3.
- Strukturformel: Die Strukturformel gibt, neben der Anzahl der verschiedenen Atome in einem Molekül, auch deren Anordnung zueinander wieder, das heißt, sie gibt auch Auskunft über die Art der Atome und die Art ihrer chemischen Bindungen, gegebenenfalls auch über Bindungswinkel und Bindungslängen. Die Buchstaben stehen für einzelne Atome. Ein Strich entspricht einem Elektronenpaar, das in einer Elektronenwolke/Orbital vorliegt und entweder die Bindung zwischen Atomen ausmacht oder ein so genanntes freies Elektronenpaar ist. Zwei parallele Striche bedeuten entsprechend eine doppelte Bindung.
Es gibt verschiedene Varianten der Strukturformel, zum Beispiel die Elektronenformel, die Valenzstrichformel, die Keilstrichformel und die Skelettformel.
- Kristallchemische Strukturformel: Sie ist eine spezielle Formelschreibweise, die in der Mineralogie für komplexere chemische Verbindungen verwendet wird. Die kristallchemische Strukturformel basiert auf der Summenformel, sortiert die Bestandteile jedoch nach Kationen und Anionen sowie der strukturellen Position der Anionen.
Beispiel: Die Summenformel für Fluorapatit ist Ca5(PO4)3F, die kristallchemische Strukturformel dagegen Ca5[F|(PO4)3], da das Anion Fluor nicht mit dem Phosphatkomplex verbunden ist, sondern nur mit dem Kation Calcium. Fluor ist entsprechend vom restlichen Anionenverband abgetrennt und in die Nähe des Kations gerückt.
- Oxidformel: In der Mineralogie wird die chemische Zusammensetzung eines Minerals zudem oft als sogenannte Oxidformel angegeben, das heißt, die Summenformel wird in ihre Oxidkomponenten zerlegt. Beispielsweise kann die Zusammensetzung von Kalifeldspat (Orthoklas oder Mikroklin) mit der Summenformel KAlSi3O8 auch als Oxidformel in der Form K2O·3Al2O3·6SiO2 angegeben werden. Die Oxidformel erleichtert zum einen die Umrechnung von Gesteinsanalysen und zum anderen die Deutung von Mineralbildungsprozessen.[1]

Die Verwendung der Bezeichnungen der einzelnen Formeltypen ist nicht immer einheitlich geregelt und viele Bezeichnungen werden synonym verwendet. Strukturformeln werden hauptsächlich zur Beschreibung von Molekülen genutzt. Allerdings wird eine Strukturformel auch für die Beschreibung von Ionen in Kristallen verwendet, da die Ionen in den Ionenkristallen auch „strukturiert“ sind. Eine für salzartige Substanzen verwendete Formel sollte als Formeleinheit bezeichnet werden, nicht als Strukturformel oder Summenformel. Die tatsächliche Struktur einer salzartigen Verbindung wird erst durch dessen Kristallstruktur geklärt.
|                    | Strukturformeln      | Strukturformeln    | Strukturformeln | Strukturformeln       | andere Darstellungsweisen    | andere Darstellungsweisen | andere Darstellungsweisen |
| Elektronen- formel | Valenzstrich- formel | Keilstrich- formel | Skelett- formel | Konstitutions- formel | Summen- formel               | Verhältnis- formel        |                           |
| ------------------ | -------------------- | ------------------ | --------------- | --------------------- | ---------------------------- | ------------------------- | ------------------------- |
| Methan             |                      |                    |                 | existiert nicht       | CH4                          | CH4                       | CH4                       |
| Propan             |                      |                    |                 |                       | CH3–CH2–CH3 oder CH3 CH2 CH3 | C3H8                      | C3H8                      |
| Essigsäure         |                      |                    |                 |                       | CH3–COOH oder CH3 COOH       | C2H4O2                    | CH2O                      |
| Wasser             |                      |                    |                 | existiert nicht       | H–O–H oder H O H             | H2O                       | H2O                       |

## Weitere Darstellungsmöglichkeiten
- Fischer-Projektionsformel: für chirale Moleküle wie Aminosäuren oder Zucker
- Haworth-Projektion, für 5- bis 6-ringige Moleküle wie Zucker
- Newman-Projektionsformel: zur Darstellung der Konformation
- Strukturcodes: International Chemical Identifier, Simplified Molecular Input Line Entry Specification, Wiswesser Line Notation